# Serena van der Woodsen
Serena Celia Van Der Woodsen és el personatge principal de la sèrie de novel·les Gossip Girl, creada per l'escriptora Cecily von Ziegesar, i per la seva adaptació televisiva, en què és retratada per Blake Lively. Va néixer a Manhattan, Nova York, el 14 de juliol de 1991 i actualment viu al barri Upper East Side. La Serena comença la seva trajectòria en la sèrie amb 16 anys i durant aquest període acaba amb 22 anys.

## Resum de la sèrie on participa[calcitació]
Serena Van Der Woodsen és la filla de William i Lily Van Der Woodsen. La història comença amb el seu retorn a Nova York des de l'internat. Poc després del seu retorn, s'adona que moltes coses han canviat des que va marxar. Els seus amics no estan molt feliços per la seva tornada, inclòs, la seva millor amiga Blair Waldorf.
Després coneix a Dan Humphrey i els dos comencen una relació romàntica i s'enamoren. Les històries de la Serena en cada capítol, envolten les seves desastroses eleccions de relacions i la seva lluita per trobar on encaixa en el món fora de l'Upper East Side. A la final, el Dan i la Serena es casen, envoltats d'amics i familiars.

## Personalitat[calcitació]
Serena es considera una heroïna. Els seus motius mai són egoistes i les seves accions negatives sovint són motivades generalment per una falta de visió més que per una malícia real. Normalment és amable i fa amistat amb qualsevol persona, és molt social. A diferència de Blair Waldorf, Serena confia amb les persones però a vegades no funciona a favor seu. A causa de veure els molts matrimonis fracassats de la seva mare, ella té problemes per comprometre's realment amb un home i comprendre que és l'amor real. La Serena es considera irresponsable, sobretot quan es tracta de ser a un lloc puntual o de fer tasques.

## Familiars[calcitació]
Serena Van der woodsen és filla de Lily Rhodes / Van der woodsen / Bass / Humphrey i William Van der woodsen. És la neta de Cecelia Rhodes, la neboda de Carol Rhodes, cosina de Charlie Rhodes i va ser la fillastra de Rufus Humphrey i Bart Bass. També va ser la germanastra de Dan i Jenny Humphrey. Serena és un dels personatges principals de "Gossip Girl". La seva millor amiga és Blair Waldorf, que va mantenir una relació amb el seu marit actual, Dan Humphrey i amb el seu exnòvio Nate Archibald. Ella sempre està allà per a la seva família, s'ha tornat més a prop de Chuck des que va ser adoptat per a la seva família i és molt propera amb el seu padrastre Rufus, que és molt més important per a ella que el seu pare.

## Sèrie de televisió[calcitació]

### Primera temporada
La sèrie comença amb el retorn de Serena a l'Upper East Side després de passar un any a Cornwall, assistint a "The Knightley School". En arribar a casa, rebutja els actes romàntics tant de Chuck Bass com del xicot de la seva millor amiga: Blair Waldorf, Nate Archibald. També torna a connectar amb la seva mare, Lily van der Woodsen, i amb el seu germà, Eric van der Woodsen, que es troba en rehabilitació després d'intentar suïcidar-se. Després d'una trobada a l'hotel on ella viu, Serena es troba amb Dan Humphrey i els dos inicien una relació romàntica. Poc després, Nate li revela a Blair que ell va dormir amb Serena abans que ella marxés de la ciutat i, com a conseqüència, Blair comença a fastiguejar tota la vida de Serena fora del seu món. Durant la "Ivy week", Blair revela públicament que Serena va tenir problemes d'alcohol i drogues, i ho fa davant de representants de diverses escoles. Després, Eric prepara una reconciliació entre Blair i Serena.
En unes vacances a Roma, Serena i Eric s'assabenten que el pare de Chuck, Bart Bass, es casarà amb Lily. Després de la primavera, es traslladen a un baix per barrejar les seves llars i celebrar el matrimoni. Les coses es tornen pitjor quan l'antiga enemiga de Serena, Georgina Sparks, torna a la ciutat. Comencen a passar temps juntes, però Serena li demana que es quedi fora després d'una nit amb ella. Enfadada, Georgina fa amistat amb Dan.
Espantada dels rumors que poden haver-hi, Serena es dirigeix a Blair i li explica el secret més gran que Georgina té sobre ella: que va matar algú. Després de la seva revelació, se'n va i Blair finalment la troba beguda. Ella demana que Nate i Chuck l'ajudin i, després de fer la neteja, Dan la va a veure. Després els explica tota la història del que va passar.
Més tard, aquell dia, Serena assisteix al sopar de Lily i Bart, però després que Lily sàpiga la història real, agafa a Serena per trobar-se amb els pares del noi que va morir i admetre la seva culpa. Una vegada que ho fa, va a la recerca de Dan, però es troba que Georgina està amb ell i dormen junts com a venjança cap a Serena per explicar el seu secret.
L'endemà, Serena explica a Dan tota la veritat. Després s'uneix a Blair per enderrocar a Georgina i triomfen. Al casament de Lily i Bart, Dan se separa de Serena, culpant les seves mentides i el fet que ells dos són de mons massa diferents. Després Serena marxa a passar l'estiu a The Hamptons.

### Segona temporada
El primer episodi de la segona temporada comença a The Hamptons, on es creu que Serena estava amb Nate. Tot és una mentida que van dir perquè Nate pugui tenir una aventura amb una dona gran i casada. Després d'un temps, durant la festa Blanca, Serena i Dan reprenen la seva relació.
El retorn de la parella a Nova York els torna a tenir problemes perquè Dan lluita amb les diferències en els seus estils de vida i finalment no és capaç de fer front a aquestes diferències. Els dos acaben la seva relació en un ascensor durant la festa de Blair, després d'haver encarat els seus problemes de relació durant una apagada de llums.
Gossip Girl explica el nou curs escolar, com està Serena, i un possible retorn de Serena com a Queen Bee de "Constance" com a últim any. Serena, però, intenta tornar a tenir una relació amorosa amb Dan, però li fa mal saber que ell ha passat fàcilment de la seva relació quan comença a sortir amb la nova estudiant Amanda Lasher. Blair intervé torturant a Amanda de manera que es distancia de Dan. Serena es disculpa tant a Dan com a Amanda per les accions de Blair i els tres prenen copes. Les amigues de Blair arruïnen la nit llançant una beguda alcohòlica a Amanda. Amanda frustrada se'n va i Dan té un afer sexual amb Serena, que és innocent de l'incident, però Dan li diu enfadat que tot el que ha passat és per la seva culpa. Serena, enfadada pel que li ha dit Dan, s'enfronta a Blair i li diu que la pròxima vegada que s'enfadi amb Dan, ha de passar per ella primer. La seva declaració indica el seu retorn com a Queen Bee. La rivalitat de Serena i Blair augmenta durant la Setmana de la Moda, mentre que les noies de l'escola continuen estant a sobre Serena després de veure-la amb Poppy Lifton, la seva nova amiga de gran societat. Blair tracta de tornar-se a guanyar als seus amics convidant-los al saló de moda d'Eleanor. Serena intenta reconciliar-se amb Blair, però Blair la rebutja. Blair està molesta perquè la seva mare dona a Serena i Poppy Lifton, seients de primera fila al seu programa. Blair torna a sentir que la seva mare estima a Serena més que a la seva pròpia filla. Blair intenta fastiguejar la desfilada de moda però acaba sent un èxit enorme i assolint la popularitat de Serena; cosa que fa que Blair sigui encara més gelosa.
Serena, enfadada amb Blair, decideix assistir a una entrevista de la Universitat Yale, on Blair sempre va somiar assistir.
Tanmateix, totes dos s'adonen que necessiten l'una a l'altre de manera que es tornen a ajuntar.
Serena comença un romanç amb Aaron Rose, un artista. Ella accepta la seva oferta per viatjar a l'Argentina amb ell, però aviat trenquen.
Cap al final de la temporada, Serena comença una relació amb Gabriel, un home que aparentment va deixar a Poppy Lifton per ella. Després d'aconseguir que els seus pares i els seus amics del Upper East Side invertissin en el negoci de Gabriel, Serena s'adona que tant ell com Poppy tenen una connexió. Ella, juntament amb Blair, Nate, i Chuck fer un pla per atrapar-los. Tot i això, el pla no funciona quan Lily aconsegueix arrestar la seva filla. Gabriel i Poppy s'escapen.
En l'últim episodi de la temporada, Gossip Girl envia una explosió durant la cerimònia d'inici de la graduació. Serena, enfadada perquè Gossip Girl hagi arruïnat el dia i ha quedat ferida en ser anomenada irrellevant, per això es compromet a saber qui és la Gossip Girl. No ho descobreix i al final acepta que mai coneixerà la seva veritable identitat. Al final de l'episodi, Carter Baizen, un amic de Serena, li explica que ha trobat el pare de Serena, William van der Woodsen. Serena decideix anar amb Carter per conèixer-lo abans que marxi per assistir a la Universitat de Brown a la tardor.

### Tercera temporada
Al començament de la temporada, durant l'estiu, Serena havia estat a la recerca del seu pare i es troba en una relació complicada amb Carter Baizen. Decideix ajornar la seva acceptació a la Universitat de Brown durant un any i busca una feina com a ajudant del publicista KC (Dan de Fleurette). Al mateix temps, Serena aconsegueix una feina a l'oficina de Tripp van der Bilt, que és el cosí de Nate i un recent diputat demòcrata de Nova York. Tripp i Serena després tenen una relació, tot i que Tripp està casat amb Maureen. Li diu a Serena que no estima a Maureen i aquest la deixa. Serena i Tripp se’n van fora la ciutat. Alhora, Maureen els troba i xantaja a Serena amb una carta del pare de Serena, que conté xafarderies sobre Lily. Serena es nega i li diu a Maureen que Tripp es quedarà amb ella. Tanmateix, quan s'assabenta que Tripp vol quedar-se amb Maureen per a la seva carrera política, li demana a Tripp que la condueixi a Nova York. Tenen un accident de cotxe i Serena és traslladada a l'hospital. Nate, que recentment es va adonar dels seus sentiments per Serena, crida a Tripp i es queda amb Serena a l'hospital. Serena s'allotja al Waldorf's i manté una nova relació amb Nate. Mentrestant, Jenny Humphrey, germana de Dan, intenta robar a Nate de Serena mentre desenvolupa sentiments per a ell. Finalment, Serena es va assabentar de la seva actuació i va aferrar tant la seva relació amb Jenny com amb Nate. A més, Serena finalment va arribar a conèixer el seu pare quan la família es va assabentar que Lily tenia càncer. Serena està desesperada per deixar una bona impressió al seu pare i li diu diverses mentides sobre la presa de bones opcions.
Tot i això, es revela més tard que Lily mai va tenir càncer i que William estava utilitzant aquest concepte per guanyar-se a Lily un altre cop i passar més estona amb ella. Tot i que Nate crida a la policia perquè agafin a William, Serena l'ajuda a escapar. Al final de la temporada, Serena i Dan comparteixen un petó sense sentit que la porta a trencar amb Nate. Serena se’n va a París amb Blair per passar unes vacances juntes.

### Quarta temporada
A l'estrena de la quarta temporada, Blair es troba amb qui creu que és un príncep de Mònaco, Louis Grimaldi, Serena passa amb una doble cita amb ells. Durant la cita, Blair descobreix que Serena també iniciarà la Universitat de Colúmbia a la tardor. Enfadades per haver de compartir el seu punt de mira, es barallen però després es perdonen.
Poc després, Serena troba a Chuck a París després que Lily cregués que era mort. Chuck i la dona que el va ajudar, Eva, volen sortir de París després de veure a Blair. Tot i que se suposa que Blair es troba en una cita amb el seu príncep, Serena demana que Blair deixi que Chuck marxi. De tornada a casa, Nate es troba amb una noia anomenada Juliet que intenta ajudar-lo amb la seva vida social. Serena, sabent que tornar a Nova York vol dir que necessita triar entre Dan i Nate, se sorprèn el fet de veure que els dos es troben en relacions quan torna.
En una festa, Serena i Blair escenifiquen una baralla que es juga a Gossip Girl per exposar les maneres de manipulació de Juliet. Lily, que és una exalumna de la casa, fa fora a Juliet i entra Serena. A més, Serena es trasllada a l'àtic de Blair.
Serena passa una estona amb Dan i s'adona que és per qui té sentiments reals. Abans que pugui confessar-los, Vanessa i Dan s'acosten i Nate li diu a Serena que vol estar amb ella. Després que comenci l'escola, Serena té problemes amb les seves classes perquè sempre arriba tard. Malgrat molts intents de reunir-se amb la seva professora, sembla que sempre li surt una cosa, cosa que fa que la seva professora estigui força enfadada amb ella.
A Easy J, Serena admet haver passat la nit amb Colin quan li pregunten. Tot i això, van passar la nit parlant en lloc de dormir junts. Serena assegura que es nega a ser una de les dones que passa cada dia en un taxi. Però quan arriba a la seva nova classe aquell dia, descobreix que Colin és el seu nou professor. Però tots dos decideixen intentar mantenir una relació de totes maneres després que Serena decideixi abandonar la classe. Juliet posa càmeres per atrapar Serena i Colin, que es revela que és la seva cosina. Serena i Colin se separen posteriorment.
Serena acaba en una situació en què necessita triar entre Nate i Dan. Al mateix temps, la premsa ha sentit a parlar de la relació de Colin i Serena i Dean Reuther l'anima a abandonar la universitat, però tant Lily com Serena rebutgen l'oferta. Juliet i Jenny pretenen ser Serena i besar a Nate i Dan, fent que els dos nois perdin interès per ella. Al final de l'episodi, Juliet droga a Serena i li envia un correu electrònic a Dean Reuther dient que de veritat vol agafar l'oferta i marxar. Després de ser ingressada involuntàriament al Centre Ostroff, després que Lily descobreixi la seva sobredosi, causada per Juliet. Després, Juliet s'enfronta a Serena i diu que ella i Ben la van apuntar després que ella signés una declaració jurada afirmant que dormien junts i ell va ser condemnat a cinc anys de presó per culpa d'aquest. Tot i això, Serena mai va signar una declaració jurada i es va adonar que Lily ho va fer per ella.
Serena i Ben finalment es troben després de passar tot aquest temps i comencen a sortir. La cosina perduda de Serena, Charlie Rhodes, arriba a Manhattan, mentre que Lily és condemnada a arrest domiciliari.
Mentrestant, el príncep Louis també arriba a Nova York per trobar a Blair. Serena intenta sabotejar la nova relació de Blair amb Louis enviant a la seva mare desaprovada, Sophie Grimaldi, un llibre de Gossip Girl que explota sobre els molts errors de Blair. Blair sap que era ella, però va decidir deixar-ho anar perquè va pensar que encara estava enfadada pel seu petó amb Dan. A final de temporada, Serena descobreix que Charlie està fora dels seus medicaments. Al final, decideix passar l'estiu a Montecito, Califòrnia, amb CeCe.

### Cinquena temporada
Després d'obtenir una feina a principis d'estiu, Serena treballa en una pel·lícula ambientada a Los Angeles. Mentre hi va, topa amb la seva cosina Charlie (que es va revelar que era realment una artista amb Ivy Dickens creada per Carol Rhodes). Serena planeja quedar-se a Los Angeles fins que descobreixi que la seva feina es trasllada a Nova York, de manera que planeja tornar a casa amb Charlie. Quan surt el llibre Inside de Dan, Serena es molesta quan descobreix que el seu personatge va ser escrit com a irresponsable i fàcil. També està gelosa que Blair fos la protagonista del llibre de Dan. Després que Serena perd una altra cosa important, aquesta vegada pel que fa als drets sobre la pel·lícula de Dan, li confessa que sempre el va veure com l'amor de la seva vida i ell decideix donar-li els drets.
Tanmateix, l'acord no s'aconsegueix, Serena aconsegueix un nou treball per fer un blog pel seu nou imperi de les xarxes socials The New York Spectator. Comença la seva pròpia columna titulada S de S. Serena comença a caure de nou per Dan tot i que està enamorat de Blair. Chuck i Serena fan un seguiment a Dan i Blair, i Serena decideix responsabilitzar-se de la publicació del vídeo que va arruïnar el casament i el matrimoni de Blair amb Louis. Volent fer feliç a Serena i Dan, Blair decideix jugar a Cupido en tornar de la seva lluna de mel. Però el seu pla està arruïnat quan fa un petó a Dan i Serena és testimoni. Per demostrar-ho, Blair i Dan intenten passar l'estona de forma d'amistat i falla. Mentrestant, CeCe és traslladada a l'hospital.
Després d'adonar-se que els seus sentiments són reals els uns pels altres, Serena decideix acceptar que Blair i Dan seran junts. Després de la mort de CeCe, Serena rep un paquet de Gossip Girl Georgina, juntament amb tota la informació per convertir-la en la nova Gossip Girl.
En els seus primers dies com a nova Gossip Girl, Serena arruïna accidentalment el pla de Lily i William per treure a Ivy de l'herència que va deixar CeCe. Després de ser It Girl una bona estona, Serena decideix que vol conèixer i convertir a la seva nova cosina Lola Rhodes en la propera estrella. Però després que Lola la traeixi i Serena passi un temps fora dels focus, s'adona que és on pertany. Després d'una cadena d'esdeveniments, Serena descobreix que Lola és la seva germana a causa que William i Carol van tenir una aventura mentre encara estava casada amb Lily. Volent venjança, Lola demana a Serena que l'ajudi a enderrocar Lily, però Serena li demana que es quedi fora. Després que Bart es reveli que està viu, Blair s'involucra en ajudar a Chuck. Al final de la temporada, el diari de Blair es filtra mentre Serena el guardava als servidors de Gossip Girl. Posteriorment, Blair fa fora a Serena del seu àtic i Serena dorm amb Dan. Blair trenca amb Dan per tornar amb Chuck. Tot i això, Dan li diu que després del que va fer, ja no vol tenir res més amb Serena. Ella truca a Damien i es dedica a la droga mentre abandona la ciutat.

### Sisena temporada
Serena ha passat l'estiu amb Steven Spence, el director general d'una empresa de vitamines. Després de faltar tot l'estiu, Nate, Chuck, Blair, Dan i Georgina es van dirigir a buscar-la. La troben amb Steven i després que s'enfrontin a ella, decideix tornar a Manhattan. Steven s'incorpora amb Serena en algunes societats per a adults i està entusiasmat per celebrar la Gala de la conservació fins que descobreix que Steven i la nova xicota de Nate, Sage Spence, tenen alguna cosa. Al final descobreixen que són en realitat pare i filla. Desesperada per establir una relació amb Sage, Serena s'endinsa en el saló de moda Waldorf Designs de Blair. Serena descobreix que Steven dormia amb Lily molt abans que conegués a Serena. Mentre intenta descobrir per què Steven s'allunya d'ella, Serena descobreix un anell de compromís i s'adona que li vol demanar matrimoni. Tot i això, Sage arruïna la relació entre Steven i Serena. Serena i Dan dormen junts. Després d'adonar-se que necessita arreglar les coses amb tothom, finalment compta amb Blair i parla amb Dan. A Acció de Gràcies, Dan i Serena organitzen el primer sopar junts, però tot acaba quan Dan llança el capítol final que va escriure sobre Serena i tallen. A "The Revengers", Serena decideix ajudar Blair amb el seu últim esquema i després traslladar-se definitivament a Los Angeles. Abans de marxar, Dan li suplica que es quedi, però ella es nega i se'n va de totes maneres. Però abans que aquest avió s'enlairi, descobreix que Dan va col·locar el seu capítol final a la seva bossa. Al final de la sèrie New York, I Love You XOXO, Serena descobreix que Dan era Gossip Girl tot el temps, En el salt del temps, es casa amb Dan.